# 九州名鉄運輸
九州名鉄運輸株式会社（きゅうしゅうめいてつうんゆ、英: Kyusyu Meitetsu Transport Inc.）は、福岡県糟屋郡久山町に本社を置き、九州西北部を中心に貨物自動車運送業を営む企業。

## 沿革
- 1942年（昭和17年）10月21日 - 西産貨物自動車有限会社として設立[2]。
- 1961年（昭和36年）12月22日 - 西肥貨物運送株式会社に改組[2]。
- 1969年（昭和44年）11月17日 - 本社を西肥バス（西肥自動車）本社から、現在の西部支社である長崎県佐世保市木風町に移転[2]。
- 1970年（昭和45年）7月1日 - それまでの親会社西肥バスより全株を名鉄運輸に譲渡され、西肥名鉄運輸株式会社となる[2]。
- 2000年（平成12年）1月1日 - 福岡名鉄急配株式会社を吸収合併[2]。
- 2010年（平成22年）10月1日 - 九州名鉄運輸株式会社を吸収合併し、同時に商号を変更。本社も佐世保市から現在地へ移転[2]。

## 事業所
- 本社（福岡県糟屋郡久山町）
- 東部支社（福岡県糟屋郡宇美町）
- 西部支社（長崎県佐世保市）